# Mare de Déu de Bell-lloc (Sant Esteve de Llémena)

La Mare de Déu de Bell-lloc de Sant Aniol de Finestres és una església de Sant Aniol de Finestres (Garrotxa) inclosa a l'Inventari del Patrimoni Arquitectònic de Catalunya. Es troba molt a prop de l'ermita de Sant Cebrià.

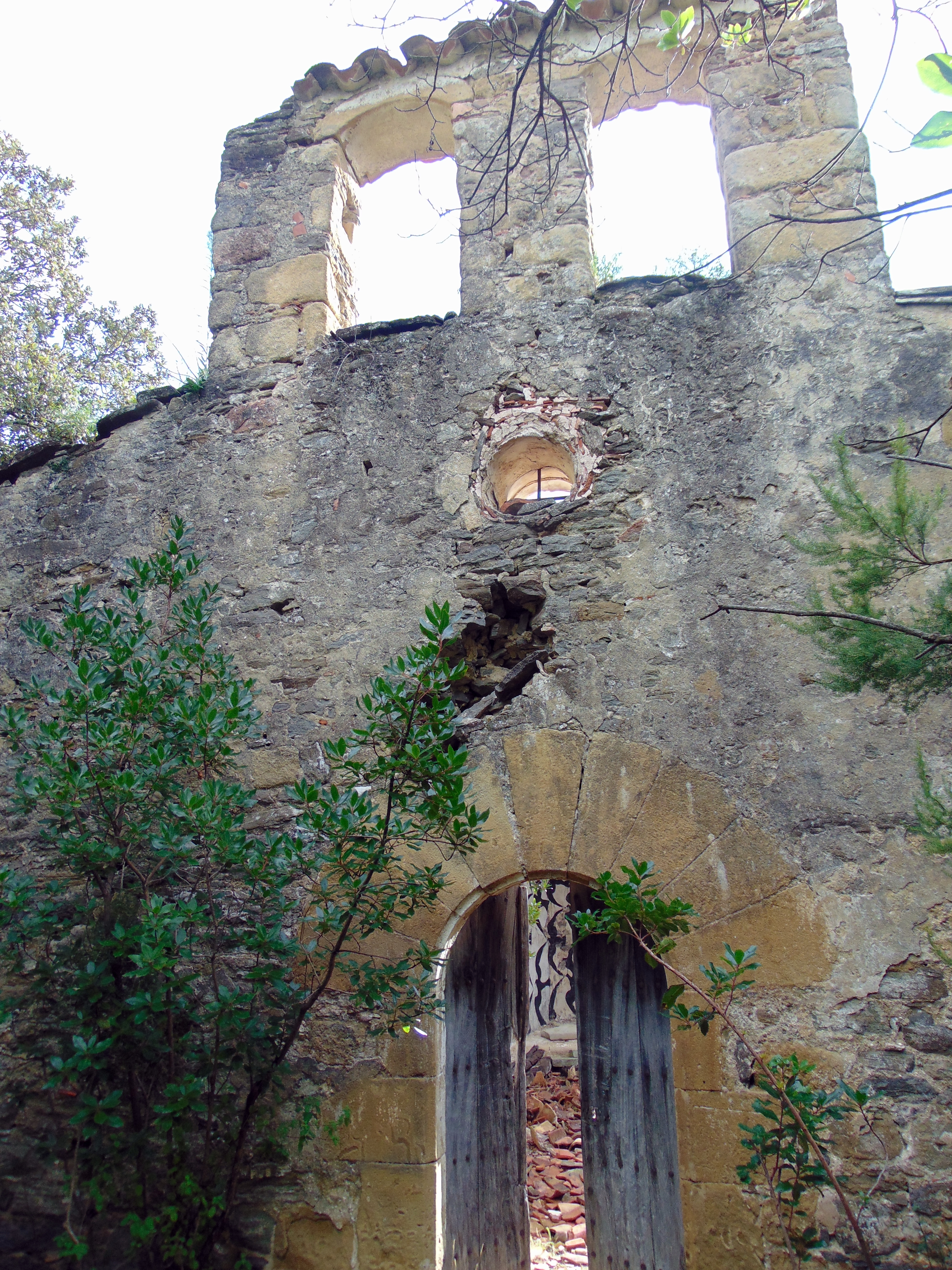
Façana

## Descripció
És un santuari dedicat a la Mare de Déu. Actualment es troba en estat de ruïna. La porta d'ingrés és d'arc de mig punt dovellada. Teulada a dues vessants, amb el carener perpendicular a la porta d'ingrés. El campanar d'espadanya de doble obertura, s'assenta sobre la façana que donava accés a la capella.
A l'absis hi ha una pintura moderna amb ocells.